# Richard Dannatt

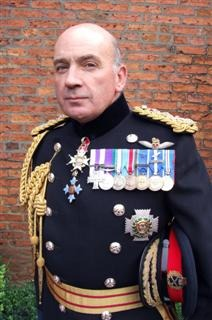
Richard Dannatt (2007)

Richard Dannatt, Baron Dannatt, GCB, CBE, MC (* 23. Dezember 1950 in Chelmsford) ist ein General a. D. der British Army und war von 2006 bis 2009 Chef ihres Generalstabes.
Richard Dannatt war 2005–2006 Oberbefehlshaber des Land Command.
Im August 2009 wurde er zum Konstabler des Tower of London und im September zum Vorsitzenden des Royal United Services Institute for Defence Studies (RUSI) ernannt. Seine Ankündigung, als hoher Militär der Fraktion der Conservative Party im House of Lords beizutreten, führte im Herbst 2009 zu einigem politischen Aufsehen im Vereinigten Königreich. Am 14. Oktober 2009 verkündete er deshalb seinen Rücktritt vom Amt des RUSI-Vorsitzenden.
Am 19. Januar 2011 wurde er als Life Peer zum Baron Dannatt, of Keswick in the County of Norfolk, erhoben und ist seither Mitglied des House of Lords.
Von 2009 bis 2016 war Dannatt Konstabler des Tower.